# 光州广域市都市铁道公社
光州广域市都市铁道公社（：／ Gwangju Gwangyeoksi Doshi Cheoldo Gongsa */?），簡稱光州都市鐵道公社，是韩国光州廣域市的一間公營事業公司，目前主要業務為管理和运营光州都市铁道1号线。

## 历史
- 2002年11月2日：公司成立。

## 承攬業務
- 光州都市铁道1号线（營運權）
- 光州都市鐵道2號線（朝鲜语：광주 도시철도 2호선）（開通後營運權）
- 首爾輕電鐵新林線（技術支援服務與開通30年後營運權）

## 旗下車輛
- 光州都市铁道1000系电力动车组